# Campionatul republican de handbal feminin în 11 categoria A 1959-1960
Campionatul republican de handbal feminin categoria A 1959-1960 a fost a 15-a ediție a eșalonului valoric superior al campionatului național de handbal feminin în 11 jucătoare din România. Competiția a fost organizată de Federația Română de Handbal (FRH) și a fost câștigată de Știința București. Deoarece campionatul republican în 11 jucătoare a fost ulterior reorganizat și restrâns, doar patru echipe din ediția 1959-1960 au participat la ediția următoare.
Sezonul 1959-1960 al campionatului republican de handbal feminin s-a desfășurat în sistem fiecare cu fiecare, cu tur și retur.

## Terenuri
Partidele s-au desfășurat pe stadioane din orașele de reședință ale echipelor. În București meciurile s-au jucat pe diferite terenuri de sport, în funcție de disponibilitatea acestora și de apartenența lor la bazele sportive ale echipelor.
| Brașov                | București                    | București           | București             |
| --------------------- | ---------------------------- | ------------------- | --------------------- |
| Stadionul „Tractorul” | Stadionul „23 August”        | Stadionul Giulești  | Stadionul Tineretului |
| Mediaș                | Sibiu                        | Târgu Mureș         | Timișoara             |
| Stadionul orășenesc   | Stadionul de educație fizică | Stadionul orășenesc | Stadionul „23 August” |

## Echipe participante
În vara anului 1959, Federația Română de Handbal a luat „o serie de măsuri menite să asigure o mai judicioasă desfășurare a activității oficiale și să creeze cele mai bune condițiuni de pregătire în cadrul secțiilor de handbal din întreaga țară”. Consemnând rapida dezvoltare și expansiune a recent introduselor competiții de handbal în șapte jucători, desfășurate în săli de sport, Federația a decis „ca principalele întreceri în handbalul în 11 [...] să-și scurteze durata prin reducerea numărului de echipe participante”. În consecință, spre deosebire de ediția ediția anterioară a campionatului republican, care s-a desfășurat cu 12 echipe, la cea din 1959-1960 au luat parte doar 10 echipe.
Deoarece Olimpia București și Știința București, echipe calificate din ediția anterioară, fuzionaseră între timp, Biroul FRH a hotărât ca, pe locul rămas liber în urma fuziunii, „să fie admisă formația Record Mediaș”. Astfel, echipele participante la ediția 1959-1960 a campionatului republican au fost:
- Tractorul Brașov, echipă denumită la acea vreme „Tractorul Orașul Stalin”;
- Cetatea Bucur București, echipă denumită „Progresul București” începând din etapa a X-a, după fuziunea cu aceasta din urmă;[5]
- Știința București;
- Rapid București;
- Record Mediaș;
- C.S.M. Reșița;
- Steaua roșie Sibiu; denumită „C.S.M. Sibiu” începând din etapa a XI-a;[6]
- C.S. Târgu Mureș;
- Constructorul Timișoara;
- Știința Timișoara;

## Sistem
Partidele s-au jucat în sistem fiecare cu fiecare, cu jocuri pe teren propriu și în deplasare, campionatul fiind alcătuit din tur și retur.

## Clasament
Clasamentul final la data de 7 iulie 1960.
| Poz. | Echipa                  | J  | V  | E | Î  | GM  | GP  | DG   | P  |
| ---- | ----------------------- | -- | -- | - | -- | --- | --- | ---- | -- |
| 1    | Știința București       | 18 | 13 | 2 | 3  | 116 | 55  | + 61 | 28 |
| 2    | Rapid București         | 18 | 13 | 0 | 5  | 97  | 68  | + 29 | 26 |
| 3    | Știința Timișoara       | 18 | 12 | 2 | 4  | 71  | 53  | + 18 | 26 |
| 4    | Progresul București     | 18 | 11 | 2 | 5  | 102 | 60  | + 42 | 24 |
| 5    | C.S. Târgu Mureș        | 18 | 11 | 1 | 6  | 88  | 74  | + 14 | 23 |
| 6    | C.S.M. Sibiu            | 18 | 10 | 1 | 7  | 102 | 74  | + 28 | 21 |
| 7    | Record Mediaș           | 18 | 5  | 5 | 8  | 52  | 84  | – 32 | 15 |
| 8    | Constructorul Timișoara | 18 | 2  | 3 | 13 | 23  | 73  | – 50 | 7  |
| 9    | C.S.M. Reșița           | 18 | 2  | 3 | 13 | 48  | 104 | – 56 | 7  |
| 10   | Tractorul Brașov        | 18 | 1  | 1 | 16 | 61  | 115 | – 54 | 3  |

## Partide
Partidele s-au jucat în general la datele prevăzute în calendarul competițional.

## Rezultate în tur
Programul turului de campionat a fost publicat de ziarul Sportul Popular din 29 august 1959.

### Etapa I
| 30 august 1959 | Record Mediaș | 1 – 8 | Știința București | Stadionul orășenesc, Mediaș Arbitri: Victor Reissner |
| 30 august 1959 | Zintz 1       | (1–3) | Pădureanu 3       | Stadionul orășenesc, Mediaș Arbitri: Victor Reissner |
| 30 august 1959 |               |       |                   | Stadionul orășenesc, Mediaș Arbitri: Victor Reissner |

| 30 august 1959 | Tractorul Brașov            | 6 – 91) | Rapid București | Stadionul „Tractorul”, Brașov Arbitri: Gh. Vasile |
| 30 august 1959 | Artz, Frantz, Nako, Windt 1 | (2–5)   | Stark 3         | Stadionul „Tractorul”, Brașov Arbitri: Gh. Vasile |
| 30 august 1959 |                             |         |                 | Stadionul „Tractorul”, Brașov Arbitri: Gh. Vasile |

| 30 august 1959 | C.S. Târgu Mureș | 7 – 1 | Știința Timișoara | Stadionul orășenesc, Târgu Mureș |
| 30 august 1959 | Incze 4          | (4–0) | Kontz 1           | Stadionul orășenesc, Târgu Mureș |
| 30 august 1959 |                  |       |                   | Stadionul orășenesc, Târgu Mureș |

| 30 august 1959 | Constructorul Timișoara | 0 – 3 | Steaua roșie Sibiu | Timișoara |
| 30 august 1959 |                         | (0–1) | Walzer 2           | Timișoara |
| 30 august 1959 |                         |       |                    | Timișoara |

| 30 august 1959 10:00 | Cetatea Bucur           | 12 – 3 | C.S.M. Reșița           | Stadionul „23 August” teren II, București |
| 30 august 1959 10:00 | V. Dumitrescu, Vasile 5 | (7–2)  | Ádám, Gavrilă, Imling 1 | Stadionul „23 August” teren II, București |
| 30 august 1959 10:00 |                         |        |                         | Stadionul „23 August” teren II, București |

### Etapa a II-a
| 5 septembrie 1959 17:00 | Rapid București   | 4 – 6 | Cetatea Bucur | Stadionul Giulești, București Arbitri: D. Lupescu |
| 5 septembrie 1959 17:00 | Drăghici, Stark 2 | (3–4) | Vasile 4      | Stadionul Giulești, București Arbitri: D. Lupescu |
| 5 septembrie 1959 17:00 |                   |       |               | Stadionul Giulești, București Arbitri: D. Lupescu |

| 6 septembrie 1959 17:15 | Știința București | 9 – 4 | Steaua roșie Sibiu | Stadionul Tineretului, București |
| 6 septembrie 1959 17:15 | (7–2)             |       |                    | Stadionul Tineretului, București |
| 6 septembrie 1959 17:15 |                   |       |                    | Stadionul Tineretului, București |

| 6 septembrie 1959 | C.S.M. Reșița | 1 – 3 | Constructorul Timișoara | Reșița |
| 6 septembrie 1959 | Eremia 1      | (0–2) | Pîrloagă 2              | Reșița |
| 6 septembrie 1959 |               |       |                         | Reșița |

| 6 septembrie 1959 | Știința Timișoara | 2 – 1 | Tractorul Brașov | Stadionul „23 August”, Timișoara |
| 6 septembrie 1959 | Kontz, Oszter 1   | (1–1) | Edelhardt        | Stadionul „23 August”, Timișoara |
| 6 septembrie 1959 |                   |       |                  | Stadionul „23 August”, Timișoara |

| 6 septembrie 1959 | Record Mediaș     | 2 – 6 | C.S. Târgu Mureș | Stadionul orășenesc, Mediaș |
| 6 septembrie 1959 | Sitschel, Zintz 1 | (0–3) | Cătineanu 2      | Stadionul orășenesc, Mediaș |
| 6 septembrie 1959 |                   |       |                  | Stadionul orășenesc, Mediaș |

### Etapa a III-a
| 13 septembrie 1959 | Steaua roșie Sibiu | 11 – 1 | C.S.M. Reșița | Stadionul de educație fizică, Sibiu |
| 13 septembrie 1959 | Walther 3          | (4–1)  | Polechla2) 1  | Stadionul de educație fizică, Sibiu |
| 13 septembrie 1959 |                    |        |               | Stadionul de educație fizică, Sibiu |

| 13 septembrie 1959 | Constructorul Timișoara | 1 – 5 | Rapid București   | Timișoara |
| 13 septembrie 1959 | Sandu 1                 | (1–3) | Drăghici, Stark 2 | Timișoara |
| 13 septembrie 1959 |                         |       |                   | Timișoara |

| 13 septembrie 1959 | Tractorul Brașov | 6 – 7 | Record Mediaș | Stadionul „Tractorul”, Brașov |
| 13 septembrie 1959 | (2–5)            |       |               | Stadionul „Tractorul”, Brașov |
| 13 septembrie 1959 |                  |       |               | Stadionul „Tractorul”, Brașov |

| 13 septembrie 1959 | C.S. Târgu Mureș | 5 – 4 | Știința București | Stadionul orășenesc, Târgu Mureș |
| 13 septembrie 1959 | Incze, Ștef 2    | (2–1) | Szőke 2           | Stadionul orășenesc, Târgu Mureș |
| 13 septembrie 1959 |                  |       |                   | Stadionul orășenesc, Târgu Mureș |

| 13 septembrie 1959 15:30 | Cetatea Bucur | 2 – 3 | Știința Timișoara | Stadionul „23 August”, București |
| 13 septembrie 1959 15:30 |               | (1–2) | Goloșie 2         | Stadionul „23 August”, București |
| 13 septembrie 1959 15:30 |               |       |                   | Stadionul „23 August”, București |

### Etapa a IV-a
| 20 septembrie 1959 09:30 | Rapid București | 6 – 4 | Steaua roșie Sibiu | Stadionul Giulești, București |
| 20 septembrie 1959 09:30 | (2–1)           |       |                    | Stadionul Giulești, București |
| 20 septembrie 1959 09:30 |                 |       |                    | Stadionul Giulești, București |

| 20 septembrie 1959 15:00 | Știința București | 9 – 2 | C.S.M. Reșița | Stadionul Tineretului, București |
| 20 septembrie 1959 15:00 | (4–1)             |       |               | Stadionul Tineretului, București |
| 20 septembrie 1959 15:00 |                   |       |               | Stadionul Tineretului, București |

| 20 septembrie 1959 | Știința Timișoara | 4 – 1 | Constructorul Timișoara | Stadionul „23 August”, Timișoara |
| 20 septembrie 1959 | (3–0)             |       |                         | Stadionul „23 August”, Timișoara |
| 20 septembrie 1959 |                   |       |                         | Stadionul „23 August”, Timișoara |

| 20 septembrie 1959 | Record Mediaș | 1 – 8 | Cetatea Bucur | Stadionul orășenesc, Mediaș |
| 20 septembrie 1959 | (1–3)         |       |               | Stadionul orășenesc, Mediaș |
| 20 septembrie 1959 |               |       |               | Stadionul orășenesc, Mediaș |

| 20 septembrie 1959 | C.S. Târgu Mureș | 7 – 4 | Tractorul Brașov | Stadionul orășenesc, Târgu Mureș |
| 20 septembrie 1959 | (2–1)            |       |                  | Stadionul orășenesc, Târgu Mureș |
| 20 septembrie 1959 |                  |       |                  | Stadionul orășenesc, Târgu Mureș |

### Etapa a V-a
| 24 septembrie 1959 | Tractorul Brașov | 4 – 15 | Știința București             | Stadionul „Tractorul”, Brașov |
| 24 septembrie 1959 | Sinczmayer 2     | (1–7)  | Jianu, Niculescu, Pădureanu 3 | Stadionul „Tractorul”, Brașov |
| 24 septembrie 1959 |                  |        |                               | Stadionul „Tractorul”, Brașov |

| 24 septembrie 1959 15:15 | Cetatea Bucur | 4 – 5 | C.S. Târgu Mureș | Stadionul „23 August” teren II, București |
| 24 septembrie 1959 15:15 | Vasile 3      | (3–4) | Ștef 3           | Stadionul „23 August” teren II, București |
| 24 septembrie 1959 15:15 |               |       |                  | Stadionul „23 August” teren II, București |

| 24 septembrie 1959 | Steaua roșie Sibiu | 8 – 5 | Știința Timișoara | Stadionul de educație fizică, Sibiu |
| 24 septembrie 1959 | Walzer 3           | (4–3) | Goloșie 2         | Stadionul de educație fizică, Sibiu |
| 24 septembrie 1959 |                    |       |                   | Stadionul de educație fizică, Sibiu |

| 24 septembrie 1959 | C.S.M. Reșița        | 2 – 8 | Rapid București   | Reșița |
| 24 septembrie 1959 | Imling, Polechla2) 1 | (1–2) | Drăghici, Stark 3 | Reșița |
| 24 septembrie 1959 |                      |       |                   | Reșița |

| 24 septembrie 1959 | Constructorul Timișoara | 1 – 1 | Record Mediaș | Timișoara |
| 24 septembrie 1959 | Zamfirache 1            | (1–0) | Szántó 1      | Timișoara |
| 24 septembrie 1959 |                         |       |               | Timișoara |

### Etapa a VI-a
| 26 septembrie 1959 | Știința Timișoara | 5 – 3 | C.S.M. Reșița | Stadionul „23 August”, Timișoara |
| 26 septembrie 1959 | (4–1)             |       |               | Stadionul „23 August”, Timișoara |
| 26 septembrie 1959 |                   |       |               | Stadionul „23 August”, Timișoara |

| 26 septembrie 1959 | Record Mediaș | 4 – 4 | Steaua roșie Sibiu | Stadionul orășenesc, Mediaș |
| 26 septembrie 1959 | (1–2)         |       |                    | Stadionul orășenesc, Mediaș |
| 26 septembrie 1959 |               |       |                    | Stadionul orășenesc, Mediaș |

| 26 septembrie 1959 | C.S. Târgu Mureș | 4 – 3 | Constructorul Timișoara | Stadionul orășenesc, Târgu Mureș |
| 26 septembrie 1959 | (0–0)            |       |                         | Stadionul orășenesc, Târgu Mureș |
| 26 septembrie 1959 |                  |       |                         | Stadionul orășenesc, Târgu Mureș |

| 26 septembrie 1959 | Tractorul Brașov | 4 – 5 | Cetatea Bucur | Stadionul „Tractorul”, Brașov |
| 26 septembrie 1959 | (2–3)            |       |               | Stadionul „Tractorul”, Brașov |
| 26 septembrie 1959 |                  |       |               | Stadionul „Tractorul”, Brașov |

| 26 septembrie 1959 16:45 | Știința București | 9 – 4 | Rapid București | Stadionul Tineretului, București |
| 26 septembrie 1959 16:45 | (5–2)             |       |                 | Stadionul Tineretului, București |
| 26 septembrie 1959 16:45 |                   |       |                 | Stadionul Tineretului, București |

### Etapa a VII-a
| 4 octombrie 1959 11:00 | Rapid București | 4 – 2 | Știința Timișoara | Stadionul Giulești, București |
| 4 octombrie 1959 11:00 | Stark 3         | (1–2) | Goloșie 2         | Stadionul Giulești, București |
| 4 octombrie 1959 11:00 |                 |       |                   | Stadionul Giulești, București |

| 4 octombrie 1959 11:00 | Cetatea Bucur   | 3 – 3 | Știința București | Stadionul „23 August” teren II, București Arbitri: Wagner |
| 4 octombrie 1959 11:00 | V. Dumitrescu 3 | (1–1) |                   | Stadionul „23 August” teren II, București Arbitri: Wagner |
| 4 octombrie 1959 11:00 |                 |       |                   | Stadionul „23 August” teren II, București Arbitri: Wagner |

| 4 octombrie 1959 | Constructorul Timișoara | 3 – 2 | Tractorul Brașov | Timișoara |
| 4 octombrie 1959 | (0–1)                   |       |                  | Timișoara |
| 4 octombrie 1959 |                         |       |                  | Timișoara |

| 4 octombrie 1959 | Steaua roșie Sibiu | 6 – 4 | C.S. Târgu Mureș | Stadionul de educație fizică, Sibiu |
| 4 octombrie 1959 | Dobre, Walzer 3    | (4–3) |                  | Stadionul de educație fizică, Sibiu |
| 4 octombrie 1959 |                    |       |                  | Stadionul de educație fizică, Sibiu |

| 4 octombrie 1959 | C.S.M. Reșița | 1 – 5 | Record Mediaș | Reșița |
| 4 octombrie 1959 | (0–2)         |       |               | Reșița |
| 4 octombrie 1959 |               |       |               | Reșița |

### Etapa a VIII-a
| 6 octombrie 1959 16:00 | Știința București | 5 – 5 | Știința Timișoara | Stadionul Tineretului, București Arbitri: Niculescu |
| 6 octombrie 1959 16:00 | (2–3)             |       |                   | Stadionul Tineretului, București Arbitri: Niculescu |
| 6 octombrie 1959 16:00 |                   |       |                   | Stadionul Tineretului, București Arbitri: Niculescu |

| 8 octombrie 1959 | Record Mediaș | 2 – 6 | Rapid București | Stadionul orășenesc, Mediaș |
| 8 octombrie 1959 | Eckardt 2     | (2–4) | Drăghici 3      | Stadionul orășenesc, Mediaș |
| 8 octombrie 1959 |               |       |                 | Stadionul orășenesc, Mediaș |

| 8 octombrie 1959 | C.S. Târgu Mureș | 5 – 2 | C.S.M. Reșița | Stadionul orășenesc, Târgu Mureș |
| 8 octombrie 1959 | (3–23))          |       |               | Stadionul orășenesc, Târgu Mureș |
| 8 octombrie 1959 |                  |       |               | Stadionul orășenesc, Târgu Mureș |

| 8 octombrie 1959 | Tractorul Brașov | 3 – 9 | Steaua roșie Sibiu | Stadionul „Tractorul”, Brașov |
| 8 octombrie 1959 | (1–4)            |       |                    | Stadionul „Tractorul”, Brașov |
| 8 octombrie 1959 |                  |       |                    | Stadionul „Tractorul”, Brașov |

| 8 octombrie 1959 | Cetatea Bucur | 6 – 3 | Constructorul Timișoara | București |
| 8 octombrie 1959 | Vasile 3      | (4–0) | Zamfirache 2            | București |
| 8 octombrie 1959 |               |       |                         | București |

### Etapa a IX-a
| 10 octombrie 1959 | Știința București | 4 – 1 | Constructorul Timișoara | Stadionul Tineretului, București |
| 10 octombrie 1959 | (3–0)             |       |                         | Stadionul Tineretului, București |
| 10 octombrie 1959 |                   |       |                         | Stadionul Tineretului, București |

| 11 octombrie 1959 | Steaua roșie Sibiu | 5 – 4 | Cetatea Bucur | Stadionul de educație fizică, Sibiu |
| 11 octombrie 1959 | (1–3)              |       |               | Stadionul de educație fizică, Sibiu |
| 11 octombrie 1959 |                    |       |               | Stadionul de educație fizică, Sibiu |

| 11 octombrie 1959 | C.S.M. Reșița | 4 – 4 | Tractorul Brașov | Reșița |
| 11 octombrie 1959 | (1–2)         |       |                  | Reșița |
| 11 octombrie 1959 |               |       |                  | Reșița |

| 11 octombrie 1959 | Rapid București | 7 – 3 | C.S. Târgu Mureș | Stadionul Giulești, București |
| 11 octombrie 1959 | (3–2)           |       |                  | Stadionul Giulești, București |
| 11 octombrie 1959 |                 |       |                  | Stadionul Giulești, București |

| 11 octombrie 1959 | Știința Timișoara | 5 – 0 | Record Mediaș | Stadionul „23 August”, Timișoara |
| 11 octombrie 1959 | Goloșie 3         | (1–0) |               | Stadionul „23 August”, Timișoara |
| 11 octombrie 1959 |                   |       |               | Stadionul „23 August”, Timișoara |

| Valabil pe 11 octombrie 1959, la sfârșitul turului \| Poz. \| Echipa \| J \| V \| E \| Î \| GM \| GP \| G \| P \| \| ---- \| ----------------------- \| - \| - \| - \| - \| -- \| -- \| ---- \| -- \| \| 1 \| Știința București \| 9 \| 6 \| 2 \| 1 \| 66 \| 29 \| + 37 \| 14 \| \| 2 \| Rapid București \| 9 \| 7 \| 0 \| 2 \| 53 \| 35 \| + 18 \| 14 \| \| 3 \| C.S. Târgu Mureș \| 9 \| 7 \| 0 \| 2 \| 46 \| 33 \| + 13 \| 14 \| \| 4 \| Steaua roșie Sibiu \| 9 \| 6 \| 1 \| 2 \| 54 \| 36 \| + 18 \| 13 \| \| 5 \| Cetatea Bucur \| 9 \| 5 \| 1 \| 3 \| 50 \| 31 \| + 19 \| 11 \| \| 6 \| Știința Timișoara \| 9 \| 5 \| 1 \| 3 \| 32 \| 31 \| + 1 \| 11 \| \| 7 \| Record Mediaș \| 9 \| 2 \| 2 \| 5 \| 23 \| 45 \| – 22 \| 6 \| \| 8 \| Constructorul Timișoara \| 9 \| 2 \| 1 \| 6 \| 16 \| 30 \| – 14 \| 5 \| \| 9 \| Tractorul Brașov \| 9 \| 0 \| 1 \| 8 \| 34 \| 61 \| – 27 \| 1 \| \| 10 \| C.S.M. Reșița \| 9 \| 0 \| 1 \| 8 \| 19 \| 62 \| – 43 \| 1 \| |                         |   |   |   |   |    |    |      |    |
| Poz. | Echipa                  | J | V | E | Î | GM | GP | G    | P  |
| 1 | Știința București       | 9 | 6 | 2 | 1 | 66 | 29 | + 37 | 14 |
| 2 | Rapid București         | 9 | 7 | 0 | 2 | 53 | 35 | + 18 | 14 |
| 3 | C.S. Târgu Mureș        | 9 | 7 | 0 | 2 | 46 | 33 | + 13 | 14 |
| 4 | Steaua roșie Sibiu      | 9 | 6 | 1 | 2 | 54 | 36 | + 18 | 13 |
| 5 | Cetatea Bucur           | 9 | 5 | 1 | 3 | 50 | 31 | + 19 | 11 |
| 6 | Știința Timișoara       | 9 | 5 | 1 | 3 | 32 | 31 | + 1  | 11 |
| 7 | Record Mediaș           | 9 | 2 | 2 | 5 | 23 | 45 | – 22 | 6  |
| 8 | Constructorul Timișoara | 9 | 2 | 1 | 6 | 16 | 30 | – 14 | 5  |
| 9 | Tractorul Brașov        | 9 | 0 | 1 | 8 | 34 | 61 | – 27 | 1  |
| 10 | C.S.M. Reșița           | 9 | 0 | 1 | 8 | 19 | 62 | – 43 | 1  |

## Rezultate în retur

### Etapa a X-a
| 27 martie 1960 11:00 | Rapid București | 6 – 04) | Tractorul Brașov | Stadionul Giulești, teren I, București |
| 27 martie 1960 11:00 |                 |         |                  | Stadionul Giulești, teren I, București |
| 27 martie 1960 11:00 |                 |         |                  | Stadionul Giulești, teren I, București |

| 27 martie 1960 16:00 | Știința București | 6 – 05) | Record Mediaș | Stadionul Tineretului, teren I, București |
| 27 martie 1960 16:00 |                   |         |               | Stadionul Tineretului, teren I, București |
| 27 martie 1960 16:00 |                   |         |               | Stadionul Tineretului, teren I, București |

| 27 martie 1960 | Știința Timișoara | 4 – 2 | C.S. Târgu Mureș     | Stadionul „23 August”, Timișoara |
| 27 martie 1960 | Oszter 3          | (1–1) | Bighian, Cătineanu 1 | Stadionul „23 August”, Timișoara |
| 27 martie 1960 |                   |       |                      | Stadionul „23 August”, Timișoara |

| 27 martie 1960 | C.S.M. Reșița | 0 – 6 | Progresul București6) | Reșița |
| 27 martie 1960 |               | (0–4) | V. Dumitrescu 4       | Reșița |
| 27 martie 1960 |               |       |                       | Reșița |

| 27 martie 1960 | C.S.M. Sibiu7) | 5 – 0 | Constructorul Timișoara | Stadionul de educație fizică, Sibiu |
| 27 martie 1960 | Walzer 3       | (3–0) |                         | Stadionul de educație fizică, Sibiu |
| 27 martie 1960 |                |       |                         | Stadionul de educație fizică, Sibiu |

### Etapa a XI-a
| 2 aprilie 1960 16:30 | Progresul București | 5 – 6 | Rapid București | Stadionul Progresul, București |
| 2 aprilie 1960 16:30 | Vasile 3            | (3–4) | Stark 3         | Stadionul Progresul, București |
| 2 aprilie 1960 16:30 |                     |       |                 | Stadionul Progresul, București |

| 3 aprilie 1960 | C.S.M. Sibiu | 5 – 7 | Știința București | Stadionul de educație fizică, Sibiu |
| 3 aprilie 1960 | (3–4)        |       |                   | Stadionul de educație fizică, Sibiu |
| 3 aprilie 1960 |              |       |                   | Stadionul de educație fizică, Sibiu |

| 3 aprilie 1960 | Constructorul Timișoara | 1 – 1 | C.S.M. Reșița | Timișoara |
| 3 aprilie 1960 | (0–1)                   |       |               | Timișoara |
| 3 aprilie 1960 |                         |       |               | Timișoara |

| 3 aprilie 1960 | Tractorul Brașov | 4 – 5 | Știința Timișoara | Stadionul „Tractorul”, Brașov |
| 3 aprilie 1960 | (4–3)            |       |                   | Stadionul „Tractorul”, Brașov |
| 3 aprilie 1960 |                  |       |                   | Stadionul „Tractorul”, Brașov |

| 3 aprilie 1960 | C.S. Târgu Mureș | 3 – 4 | Record Mediaș | Stadionul orășenesc, Târgu Mureș |
| 3 aprilie 1960 | (1–3)            |       |               | Stadionul orășenesc, Târgu Mureș |
| 3 aprilie 1960 |                  |       |               | Stadionul orășenesc, Târgu Mureș |

### Etapa a XII-a
| 10 aprilie 1960 11:00 | Rapid București | 6 – 08) | Constructorul Timișoara | Stadionul Giulești, București |
| 10 aprilie 1960 11:00 |                 |         |                         | Stadionul Giulești, București |
| 10 aprilie 1960 11:00 |                 |         |                         | Stadionul Giulești, București |

| 10 aprilie 1960 16:00 | Știința București | 7 – 5 | C.S. Târgu Mureș | Stadionul Tineretului, București |
| 10 aprilie 1960 16:00 | Niculescu 3       | (4–4) | Incze 2          | Stadionul Tineretului, București |
| 10 aprilie 1960 16:00 |                   |       |                  | Stadionul Tineretului, București |

| 10 aprilie 1960 | Știința Timișoara | 1 – 4 | Progresul București | Stadionul „23 August”, Timișoara |
| 10 aprilie 1960 | Oszter 1          | (1–2) | Vasile 2            | Stadionul „23 August”, Timișoara |
| 10 aprilie 1960 |                   |       |                     | Stadionul „23 August”, Timișoara |

| 10 aprilie 1960 | Record Mediaș | 3 – 2 | Tractorul Brașov | Stadionul orășenesc, Mediaș |
| 10 aprilie 1960 | (0–1)         |       |                  | Stadionul orășenesc, Mediaș |
| 10 aprilie 1960 |               |       |                  | Stadionul orășenesc, Mediaș |

| 10 aprilie 1960 | C.S.M. Reșița | 4 – 6 | C.S.M. Sibiu | Drăgoi |
| 10 aprilie 1960 | (1–3)         |       |              | Drăgoi |
| 10 aprilie 1960 |               |       |              | Drăgoi |

### Etapa a XIII-a
| 17 aprilie 1960 10:00 | Progresul București | 6 – 6 | Record Mediaș | Stadionul Progresul, București |
| 17 aprilie 1960 10:00 | (3–1)               |       |               | Stadionul Progresul, București |
| 17 aprilie 1960 10:00 |                     |       |               | Stadionul Progresul, București |

| 17 aprilie 1960 | Tractorul Brașov | 5 – 6 | C.S. Târgu Mureș | Stadionul „Tractorul”, Brașov |
| 17 aprilie 1960 | (2–3)            |       |                  | Stadionul „Tractorul”, Brașov |
| 17 aprilie 1960 |                  |       |                  | Stadionul „Tractorul”, Brașov |

| 17 aprilie 1960 | C.S.M. Reșița  | 4 – 3 | Știința București | Reșița |
| 17 aprilie 1960 | Ádám, Imling 2 | (2–2) | Niculescu 2       | Reșița |
| 17 aprilie 1960 |                |       |                   | Reșița |

| 17 aprilie 1960 | C.S.M. Sibiu | 3 – 7 | Rapid București | Stadionul de educație fizică, Sibiu |
| 17 aprilie 1960 | (2–2)        |       |                 | Stadionul de educație fizică, Sibiu |
| 17 aprilie 1960 |              |       |                 | Stadionul de educație fizică, Sibiu |

| 17 aprilie 1960 | Constructorul Timișoara | 0 – 3 | Știința Timișoara      | Timișoara |
| 17 aprilie 1960 |                         | (0–2) | Bucur, Kontz, Rotaru 1 | Timișoara |
| 17 aprilie 1960 |                         |       |                        | Timișoara |

### Etapa a XIV-a
| 28 aprilie 1960 16:30 | Progresul București | 4 – 2 | Tractorul Brașov | Stadionul Giulești, București |
| 28 aprilie 1960 16:30 | (1–1)               |       |                  | Stadionul Giulești, București |
| 28 aprilie 1960 16:30 |                     |       |                  | Stadionul Giulești, București |

| 28 aprilie 1960 17:30 | Rapid București | 2 – 6 | Știința București | Stadionul Giulești, București |
| 28 aprilie 1960 17:30 | Stark 2         | (1–2) | Niculescu 3       | Stadionul Giulești, București |
| 28 aprilie 1960 17:30 |                 |       |                   | Stadionul Giulești, București |

| 28 aprilie 1960 | C.S.M. Sibiu | 10 – 5 | Record Mediaș | Stadionul de educație fizică, Sibiu |
| 28 aprilie 1960 | (5–2)        |        |               | Stadionul de educație fizică, Sibiu |
| 28 aprilie 1960 |              |        |               | Stadionul de educație fizică, Sibiu |

| 28 aprilie 1960 | C.S.M. Reșița | 3 – 7 | Știința Timișoara | Reșița |
| 28 aprilie 1960 | (2–3)         |       |                   | Reșița |
| 28 aprilie 1960 |               |       |                   | Reșița |

| 28 aprilie 1960 | Constructorul Timișoara | 2 – 5 | C.S. Târgu Mureș | Timișoara |
| 28 aprilie 1960 | (–)                     |       |                  | Timișoara |
| 28 aprilie 1960 |                         |       |                  | Timișoara |

### Etapa a XV-a
| 2 mai 1960 10:00 | Știința București  | 5 – 3 | Progresul București | Stadionul Tineretului, București |
| 2 mai 1960 10:00 | Niculescu, Szőke 2 | (2–2) | V. Dumitrescu 2     | Stadionul Tineretului, București |
| 2 mai 1960 10:00 |                    |       |                     | Stadionul Tineretului, București |

| 2 mai 1960 | Tractorul Brașov | 7 – 0 | Constructorul Timișoara | Stadionul „Tractorul”, Brașov |
| 2 mai 1960 | (3–0)            |       |                         | Stadionul „Tractorul”, Brașov |
| 2 mai 1960 |                  |       |                         | Stadionul „Tractorul”, Brașov |

| 2 mai 1960 16:00 | Știința Timișoara | 9 – 3 | Rapid București | Stadionul „23 August”, Timișoara |
| 2 mai 1960 16:00 | Reipp 9           | (3–0) | Stark 2         | Stadionul „23 August”, Timișoara |
| 2 mai 1960 16:00 |                   |       |                 | Stadionul „23 August”, Timișoara |

| 2 mai 1960 | C.S. Târgu Mureș | 5 – 2 | C.S.M. Sibiu | Stadionul orășenesc, Târgu Mureș |
| 2 mai 1960 | (5–2)            |       |              | Stadionul orășenesc, Târgu Mureș |
| 2 mai 1960 |                  |       |              | Stadionul orășenesc, Târgu Mureș |

| 2 mai 1960 | Record Mediaș | 4 – 3 | C.S.M. Reșița | Stadionul orășenesc, Mediaș |
| 2 mai 1960 | (4–1)         |       |               | Stadionul orășenesc, Mediaș |
| 2 mai 1960 |               |       |               | Stadionul orășenesc, Mediaș |

Campionatul republican a fost întrerupt pentru a permite pregătirile echipei naționale a României în vederea Campionatului Mondial de handbal în 11, desfășurat în Țările de Jos.

### Etapa a XVI-a
| 30 iunie 1960 17:00 | Știința București | 11 – 1 | Tractorul Brașov | Stadionul Tineretului, București |
| 30 iunie 1960 17:00 | Niculescu 5       | (6–0)  | Melinte 1        | Stadionul Tineretului, București |
| 30 iunie 1960 17:00 |                   |        |                  | Stadionul Tineretului, București |

| 30 iunie 1960 17:00 | Rapid București | 4 – 1 | C.S.M. Reșița | Stadionul „23 August” teren IV, București |
| 30 iunie 1960 17:00 | (2–0)           |       |               | Stadionul „23 August” teren IV, București |
| 30 iunie 1960 17:00 |                 |       |               | Stadionul „23 August” teren IV, București |

| 30 iunie 1960 | C.S. Târgu Mureș | 5 – 7 | Progresul București | Stadionul orășenesc, Târgu Mureș |
| 30 iunie 1960 | (4–6)            |       |                     | Stadionul orășenesc, Târgu Mureș |
| 30 iunie 1960 |                  |       |                     | Stadionul orășenesc, Târgu Mureș |

| 30 iunie 1960 | Record Mediaș | 2 – 2 | Constructorul Timișoara | Stadionul orășenesc, Mediaș |
| 30 iunie 1960 | Seidner 2     | (2–1) | Zamfirache 2            | Stadionul orășenesc, Mediaș |
| 30 iunie 1960 |               |       |                         | Stadionul orășenesc, Mediaș |

| 30 iunie 1960 | Știința Timișoara | 4 – 2 | C.S.M. Sibiu | Stadionul „23 August”, Timișoara |
| 30 iunie 1960 | Reipp 3           | (4–2) | Dobre 2      | Stadionul „23 August”, Timișoara |
| 30 iunie 1960 |                   |       |              | Stadionul „23 August”, Timișoara |

### Etapa a XVII-a
| 3 iulie 1960 11:00 | Constructorul Timișoara | 1 – 11 | Progresul București     | Stadionul „23 August”, Timișoara |
| 3 iulie 1960 11:00 | Sandu 1                 | (0–6)  | V. Dumitrescu, Vasile 4 | Stadionul „23 August”, Timișoara |
| 3 iulie 1960 11:00 |                         |        |                         | Stadionul „23 August”, Timișoara |

| 3 iulie 1960 11:00 | Rapid București  | 5 – 3 | Record Mediaș | Stadionul Progresul, București |
| 3 iulie 1960 11:00 | Constantinescu 3 | (3–3) | Seidner 2     | Stadionul Progresul, București |
| 3 iulie 1960 11:00 |                  |       |               | Stadionul Progresul, București |

| 3 iulie 1960 12:00 | Știința Timișoara | 4 – 2 | Știința București      | Stadionul „23 August”, Timișoara |
| 3 iulie 1960 12:00 | Reipp 4           | (3–1) | Niculescu, Pădureanu 1 | Stadionul „23 August”, Timișoara |
| 3 iulie 1960 12:00 |                   |       |                        | Stadionul „23 August”, Timișoara |

| 3 iulie 1960 | C.S.M. Reșița | 5 – 5 | C.S. Târgu Mureș | Reșița |
| 3 iulie 1960 | Gavrilă 2     | (1–3) | Ștef 3           | Reșița |
| 3 iulie 1960 |               |       |                  | Reșița |

| 3 iulie 1960 | C.S.M. Sibiu | 11 – 0 | Tractorul Brașov | Stadionul de educație fizică, Sibiu |
| 3 iulie 1960 | (4–0)        |        |                  | Stadionul de educație fizică, Sibiu |
| 3 iulie 1960 |              |        |                  | Stadionul de educație fizică, Sibiu |

### Etapa a XVIII-a
| 5 iulie 1960 18:00 | Constructorul Timișoara | 2 – 3 | Știința București | Stadionul Progresul, Timișoara |
| 5 iulie 1960 18:00 | Bernatzki 2             | (1–1) | Niculescu 2       | Stadionul Progresul, Timișoara |
| 5 iulie 1960 18:00 |                         |       |                   | Stadionul Progresul, Timișoara |

| 7 iulie 1960 | Progresul București | 6 – 4 | C.S.M. Sibiu | București |
| 7 iulie 1960 | Vasile 4            | (4–3) | Dobre 4      | București |
| 7 iulie 1960 |                     |       |              | București |

| 7 iulie 1960 | C.S. Târgu Mureș | 6 – 5 | Rapid București | Stadionul orășenesc, Târgu Mureș |
| 7 iulie 1960 | Incze, Ștef 2    | (3–3) | Drăghici 2      | Stadionul orășenesc, Târgu Mureș |
| 7 iulie 1960 |                  |       |                 | Stadionul orășenesc, Târgu Mureș |

| 7 iulie 1960 | Tractorul Brașov | 6 – 8 | C.S.M. Reșița | Stadionul „Tractorul”, Brașov |
| 7 iulie 1960 | (1–6)            |       |               | Stadionul „Tractorul”, Brașov |
| 7 iulie 1960 |                  |       |               | Stadionul „Tractorul”, Brașov |

| 7 iulie 1960 | Record Mediaș | 2 – 2 | Știința Timișoara | Stadionul orășenesc, Mediaș |
| 7 iulie 1960 | (2–2)         |       |                   | Stadionul orășenesc, Mediaș |
| 7 iulie 1960 |               |       |                   | Stadionul orășenesc, Mediaș |